# Kristine Van Pellicom
Kristine Van Pellicom (Bornem, 27 juni 1969) is een Vlaams actrice. Ze studeerde aan de Hogeschool Antwerpen/Studio Herman Teirlinck.

## Biografie
Op haar 16e maakte ze haar tv-debuut in: Meester, hij begint weer!. Verder speelde zij onder meer in de televisieseries Buiten De Zone, Windkracht 10, Recht op Recht, W817, Sedes & Belli, Witse, Thuis, De Parelvissers, Katarakt en Kinderen van Dewindt en in de televisiefilms Dagen, maanden, jaren (Bie Boeykens), Pony Palace (Bie Boeykens) en Practical Pistol Shooting (Willem Thijssen).
Vanaf 1997 tot 1999 was ze verbonden aan het theatergezelschap Blauw Vier in producties als Cantecleir en Cyrano. Ze toerde jarenlang met Nederlandstalige, Franstalige en Engelstalige versies van Marius, Fanny en César - De Trilogie. Nadien volgden nog onder meer enkele seizoenen Tot in de woestijn met gezelschap Laïka.
In de periode 2009-2010 speelde ze de rol van Andrea in de telenovela David en de rol van Lucienne in Oud België. In 2011 was ze te zien in de fictiereeks Rang 1 op Eén en in 2012 speelde ze een van de hoofdrollen als Veerle Goethals in de fictiereeks Clan op VTM.
Ze vertolkte ook rollen in onder andere de films S. (Guido Henderickx), Innocence (Paul Cox), Hide and Seek (Gerrit Messiaen, Robert Visser), Any Way the Wind Blows, De zusjes Kriegel (Dirk Beliën) en Dirty Mind (Pieter Van Hees).

## Stemactrice
- 2011 - De Avonturen van Heidi - Brigitte
- 2012 - De Zevenmijlslaarzen

## Theater
- 1995/1996 - Oorlogsmannen
- 1995/1996 - Ondergang
- 1996/1997 - De vliegenier
- 1996/1997 - Cyrano
- 1997/1998 - Cantecleir
- 1998/1999 - Napolejong (Duitse versie)
- 1998/1999 - Cyrano (Franse versie)
- 1998/1999 - Sangria!
- 1998/1999 - Napolejong
- 1998/1999 - Tittle Tattle Lost the Battle
- 1999/2000 2001/2002 - Marius
- 1999/2000 - BRSKTG!
- 2000/2001 - Coupe Royale
- 2000/2001 - Beautiful Red Dress
- 2001/2002 - Marius, Fanny en César
- 2001/2002 2003/2004 - De winter onder de tafel
- 2001/2002/2003 - Marius (Franse versie)
- 2002/2003/2004 - De kleine Eva uit de kromme Bijlstraat
- 2002/2003/2004 2006/2007 2011/2012 - Marius, Fanny en Cesar: de trilogie
- 2002/2003/2004 2005/2006 - Marius, Fanny et César: la trilogie (Franse versie)
- 2003/2004 - De Jossen
- 2003/2004 - Marius, Fanny en César: de trilogie (Engelse versie)
- 2005/2006 - De idioot
- 2008/2009 - Jusqu'au désert (Franse versie)
- 2008/2009/2010/2011/2012 - Tot in de woestijn
- 2009 - KIDconcert: Romeo en Julia[4]
- 2010/2011 - Zo goed als
- 2013 - KIDconcert: Assepoester/Jules Massenet[5]
- 2024 - Den Blok, of de man die niemand miste